# أندرو أنتوني
أندرو أنتوني هو صحفي ومغن مؤلف ومغني وموسيقي وسياسي كندي، ولد في 22 يناير 1962 في تورونتو في كندا. حزبياً، نشط في الحزب الديمقراطي الجديد. وقد انتخب عضو مجلس العموم الكندي.

## وصلات خارجية
- أندرو أنتوني على موقع IMDb (الإنجليزية)
- أندرو أنتوني على موقع ميوزك برينز (الإنجليزية)
- أندرو أنتوني على موقع أول ميوزيك (الإنجليزية)
- أندرو أنتوني على موقع ديسكوغز (الإنجليزية)

- الموقع الرسمي